# Зальцман, Павел Яковлевич
Павел Яковлевич Зальцман (2 января 1912, Кишинёв, Бессарабская губерния, Российская империя — 20 декабря 1985, Алма-Ата, Казахская ССР) — советский художник, график, писатель. Представитель аналитического искусства, ученик П. Н. Филонова. Заслуженный деятель искусств Казахской ССР (1962).

## Биография
Родился в Кишинёве, был младшим (третьим) ребёнком в семье кадрового офицера царской армии, к 1917 году — полковника 59-го Люблинского пехотного полка Якова Яковлевича Зальцмана (немецкого происхождения, 1868—1941) и Марии Николаевны Зальцман (урождённой Марии Самуиловны Орнштейн, еврейского происхождения, 1873—1941). Вскоре полк отца был переведён в Одессу. С 1917 года семья скиталась по южной Украине, в 1919—1925 годах жила в Рыбнице, затем вновь в Одессе; и наконец, в конце августа 1925 года прибыла в Ленинград. Отец работал бухгалтером, семья жила на Загородном проспекте, дом № 16.

### Ленинградский период
После окончания в 1929 году последних трёх классов ленинградской 1-й советской средней школы работал иллюстратором в ленинградских журналах «Резец», «Перелом», «Стройка», «Юный пролетарий» (1931—1932). С 1928 года — стажёр на киностудии «Белгоскино» у художников А. А. Арапова и В. Егорова.
В 1929 году познакомился с П. Н. Филоновым, стал его последователем и членом группы «Мастеров аналитического искусства» (МАИ — школы Филонова). Одновременно стал членом ЛОССХа (Ленинградское отделение Союза художников СССР, 1932), однако после войны членство не возобновил. В 1932—1933 годах вместе с другими учениками П. Н. Филонова участвовал в подготовке иллюстраций к традиционному финскому эпосу «Калевала» — заставки к рунам 27 (стр. 166) и 29 (стр. 175) и иллюстрация к руне 29 (стр. 178).
С 1930 года работал на Ленфильме ассистентом художников П. Бетаки и Ф. Бернштама, с 1931 по 1941 год был художником—постановщиком на съёмках кинофильмов братьев Васильевых («Личное дело», 1932), Николая Береснёва («Анненковщина», 1933), Ильи Трауберга («Частный случай», 1934), Адольфа Минкина («Лунный камень», 1935), Эдуарда Иогансона («На отдыхе», 1936), Рафаила и Юрия Музыкантов («За советскую родину», 1937) и Александра Иванова («На границе», 1938), Олега Сергеева («Отец и сын», 1941). В 1932—1940 годах участвовал в киноэкспедициях на Урал, Памир, в Карелию, Забайкалье, Среднюю Азию и Крым.
В 1935 году женился на бывшей однокласснице Розе Зальмановне Магид. Первый блокадный год работал проектировщиком маскировочных работ на обороне Ленинграда. Родители погибли от голода в блокадном Ленинграде зимой 1941—1942 года. 27 июля 1942 года был эвакуирован из города с «Ленфильмом» и 20 августа прибыл в Алма-Ату.

### Алма-атинский период

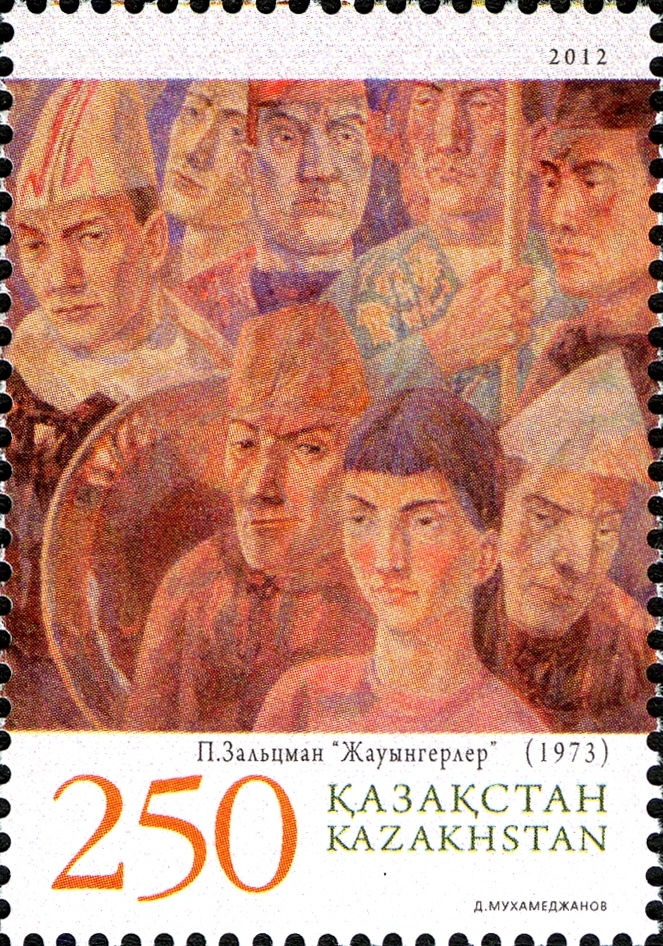
Почтовая марка Казахстана с изображением картины Зальцмана «Воины»

В Казахстане Павел Зальцман был распределён на работу в ЦОКС (Центральную объединённую киностудию), располагавшуюся там в годы войны. В 1944 году, когда киностудии «Ленфильм» и «Мосфильм» вернулись из эвакуации, был лишён возможности уехать из Алма-Аты — за ним, как за немцем по паспорту, был закреплён статус спецпоселенца. Работал художником-постановщиком киностудии Казахфильм, с перерывом на время кампании по борьбе с космополитизмом 1948—1953 годов; в 1955—1985 годах — главный художник киностудии. Был художником-постановщиком на картинах Шакена Айманова «Белая роза» (1943), «Дочь степей» (1954), «Поэма о любви» (1954) и «Перекрёсток» (1963), Ефима Арона «Золотой рог» (1948) и «Ботагоз» (1958), Павла Боголюбова «Девушка-джигит» (1955) и других.
С 1948 года преподавал историю искусства в художественном училище, Архитектурной академии, педагогическом институте, на филологическом факультете Казахского университета и на сценарных курсах при киностудии «Казахфильм» в Алма-Ате. С 1957 года член Союза кинематографистов, с 1967 года — Союза художников Казахской ССР.
Послевоенное творчество Зальцмана связано прежде всего с двумя основными темами: серией графических реминисценций о еврейских местечках левобережья Днестра и портретистикой на основе современных ему казахских мотивов.
Скончался 20 декабря 1985 года. Похоронен на Центральном кладбище Алматы.

## Семья
Племянница П. Я. Зальцмана (дочь его старшей сестры Нины Яковлевны Лебедевой) — Татьяна Борисовна Струве (1922—2005) и её муж, протоиерей и врач Пётр Алексеевич Струве (1925—1968, внук П. Б. Струве) были участниками движения Сопротивления во Франции.

## Изобразительные произведения
Графика и живопись Зальцмана находятся в собраниях Русского музея, Третьяковской галереи, гравюрного кабинета Музея изобразительных искусств имени А. С. Пушкина, Музея искусств народов Востока, Государственного музея искусств Казахстана и в частных коллекциях.

## Литературное наследие
Писать стихотворения и дневники начал ещё в детстве, романы «Щенки» и «Средняя Азия в средние века» — в 1930-х годах в Ленинграде (под впечатлениями поездок в Забайкалье и на Памир, и под влиянием обэриутов, с которыми его познакомили старшие ученицы Филонова — Татьяна Глебова и Алиса Порет). Публикации его литературного наследия, однако, появились лишь посмертно — сначала в Израиле, затем — в России. Они стали возможными благодаря усилиям дочери художника Елены (Лотты) Зальцман (род. 1940), его зятя Алексея Зусмановича (расшифровавшего большую часть трудночитаемых записей) и внучки Марии Зусманович. Профессиональной редакцией и подготовкой к публикациям занялись литературоведы Илья Кукуй и Пётр Казарновский, филологи и переводчики Татьяна Баскакова и Кристиана Кёрнер.
Книга избранных повестей, рассказов и стихотворений алма-атинского периода «Мадам Ф.» вышла в московском издательстве «Лира» в 2003 году. Сборник поэтического наследия «Сигналы Страшного суда» был опубликован издательством «Водолей» в 2011 году. Тем же издательством в 2012 году была издана малая проза и роман «Щенки», в 2017 году — дневники «Осколки разбитого вдребезги». В журнале «Знамя» опубликован дневник блокадного периода «А дальше началась страшная блокадная зима…». В 2018 году в издательстве «Ад Маргинем» вышел роман «Средняя Азия в средние века» и цикл ориентальных рассказов. На немецкий язык переведён роман «Щенки», готовится перевод сборника рассказов. На английский язык были переведены несколько стихотворений Зальцмана, вошедшие в сборник блокадной поэзии.

### Книги
- Зальцман П. Мадам Ф. М.: Лира, 2003.
- Зальцман П. Сигналы Страшного суда. Поэтические произведения. Составление, комментарии и редакция Ильи Кукуя. — М.: Водолей, 2011.
- Зальцман Павел. Щенки. Проза 1930–50-х годов / Подготовка текстов — П. Казарновский, И. Кукуй («Щенки»), И. Кукуй (рассказы, «Memento»). — М.: Водолей, 2012. — 432 с. — 500 экз. — ISBN 978–5–91763–111–0.
- Зальцман П. Осколки разбитого вдребезги: Дневники и воспоминания 1925—1955 / Сост., подг. текста и примеч. А. Зусмановича и И. Кукуя. — М.: Водолей, 2017. — 448 с.
- Written in the Dark. Five Poets in the Siege of Leningrad. Gennady Gor, Dmitry Maksimov, Sergey Rudakov, Vladimir Sterlingov, Pavel Zaltsman. Ed. by Polina Barskova. Translated from the Russian by Anand Dibble, Eugene Ostashevsky et al. (сборник стихов Геннадия Гора, Павла Зальцмана, Дмитрия Максимова, Сергея Рудакова и Владимира Стерлигова, написанных в блокадном Ленинграде. Составитель Полина Барскова. На русском и английском языках). Ugly Duckling Press, 2016. ISBN 978-1-937027-57-5
- Pavel Zaltsman. Die Welpen. Roman. Aus dem Russischen von Christiane Körner. Mit Nachworten von Oleg Jurjew und Christiane Körner. — Matthes & Seitz Berlin, 2016. ISBN 978-3-95757-330-8
- Зальцман П. Средняя Азия в Средние века. Составление, комментарии, второе послесловие Т. Баскаковой. Послесловие Елены (Лотты) Зальцман. — М.: Ад Маргинем, 2018. — 472 с. (в этом издании впервые опубликованы первая часть и план второй части романа, сопровождающиеся приложениями, послесловиями и комментариями, а также «Среднеазиатские сказки» и «Среднеазиатский дневник 1934 года»). ISBN 978-5-91103-427-6
- Зальцман П. Сны. — Издательство книжного магазина «Бабель», 2023. — 170 c. ISBN 978-965-93083-6-1

### Журнальные публикации и сборники
- Ordinamenti: Комедия. Предисловие А. Зусмановича // Экран и сцена, 2004. № 12—16. С. 714—718.
- Под знаком Филонова. Голова без галстука: Из разговоров с дочерью — Лоттой Зальцман. Спецхран. Журнал Наблюдений: Институции и маргиналы: фактор школы в художественных практиках. Альманах. М.: Минувшее, 2005. С. 109—113, 131—137.
- Молитва петуха; Скрыни сроки в потору…; Листопады, тородоги…; Едем через Кореиз; Детский сад в Бердянске; Ветер. Дворик на горе. Суматоха во дворе; Обезьяны; Она уходит в темноту. Альманах Академии Зауми. М., 2007. С. 151—154.
- Русские стихи 1950—2000 годов. Антология (первое приближение). В 2-х томах. СПб: Летний Сад, 2010.
- «А дальше началась страшная блокадная зима…». Подготовка текста, предисловие и публикация — А. Зусманович, И. Кукуй. «Знамя» 2012, № 5.
- Из неизданного: Парагвай, Запонки. Предисловие, публикация и примечания А. Зусмановича и И. Кукуя. «Крещатик» 2013, № 2 (60)
- Галоши, Спецхран, Здрасте, куда я звоню?, Ричард Глостер. Комментарий Татьяны Баскаковой. Журнал Prostory, 2017.
- Блокада. Свидетельства о ленинградской блокаде / хрестоматия. Составитель Полина Барскова. — М.: Издательский проект «А и Б», 2017. Стр. 130—133.

### О художественном творчестве Зальцмана. Основные издания
- Калевала: Финский народный эпос / Илл. школы «Мастера аналитического искусства» под ред. П. Н. Филонова. — М.—Л.: Academia, 1933. — Илл. П. Зальцмана на с. 166, 175, 179.
- Павел Зальцман. Альбом. Сост. и автор текста В. Бучинская. — Алма-Ата: Онер, 1983.
- Pawel Zaltsman. Katalog der Ausstellung im Maison des Vaches: IZBA Verlag: Бланкенхайм, 1998.
- Павел Зальцман. Жизнь и творчество. Сборник статей (составитель Л. Зальцман, под редакцией Л. Юниверга и А. Зусмановича). Иерусалим: Филобиблон, 2007.
- Каталог выставки «Средняя Азия — Москва — Иерусалим в творчестве еврейских художников» в Государственном музее Востока. Статья Н. Апчинской. Москва: ГМВ, 2008.
- Иллюстрации времени. Графические фантазии Павла Зальцмана. Каталог выставки галереи ГОСТ в Литературном музее (Москва). Авторы текстов — Елена Грибоносова-Гребнева (вступительная статья) и Илья Кукуй («Сигналы Страшного суда. Заметки о литературном творчестве П. Зальцмана»). Москва: Музей графики, 2008.
- Елена Грибоносова-Гребнева. Освобождённое время. Графические образы Павла Зальцмана. «Наше Наследие» № 101, 2012.
- Государственная Третьяковская галерея: Кат. собрания. — Т. 3. Кн. 2. Г—И: Рисунок XX века. — Москва: Изд-во «Сканрус», 2012. — (Серия «Рисунок XVIII—XX веков»).
- Павел Зальцман. Каталог выставки в Государственном музее искусств Республики Казахстан им. А. Кастеева (Алматы), посвящённой 100-летию со дня рождения художника. Алматы: Ruan, 2012.

## Фильмография

### Практикант
- 1928 — «Четыреста миллионов» («Джоу Де-шен», «Путеводные огни», «Огни Китая», режиссёр В. Гардин)

### Ассистент художника
- 1930 — «Две силы» («1905 год», «Барометр показывает бурю», режиссёр Ной Галкин).
- 1931 — «Разгром» (режиссёр Н. Береснев)

### Художник-постановщик
- 1931 — «Физика в политехнической школе» (учебный фильм)
- 1932 — «Личное дело» (совместно с С. Мейнкиным; режиссёры С. и Г. Васильевы)
- 1932 — «Победители ночи» («О походе „Малыгина“ в 1931 году»; совместно с Э. Раппопорт; режиссёры А. Минкин и И. Сорохтин)
- 1933 — «Частный случай» («Юность», «Карьерист»; режиссёр И. Трауберг)
- 1933 — «Анненковщина» (совместно с А. Араповым; режиссёр Н. Береснев)
- 1935 — «Лунный камень» («Памир»; совместно с Н. Фишманом; режиссёры А. Минкин и И. Сорохтин)
- 1936 — «На отдыхе» (режиссёр Э. Иогансон)
- 1937 — «За Советскую Родину» («Падение Кимас-озера», «Поход Антикайнена»; совместно с М. Цыбасовым; режиссёры Р. и Ю. Музыкант)
- 1938 — «На границе» (режиссёр А. Иванов)
- 1939 — «Хирургия» (совместно с С. Малкиным; режиссёр Я. Фрид)
- 1940 — «Переход» (режиссёр А. Иванов)
- 1941 — «Отец и сын» («Вагон уходит на заре»; режиссёры О. Сергеев и С. Якушев)
- 1943 — «Белая роза» (совместно с Моисеем Левиным; режиссёр Е. Арон)
- 1948 — «Золотой рог» (режиссёр Е. Арон)
- 1953 — «Поэма о любви» (режиссёры Ш. Айманов и К. Гаккель)
- 1954 — «Дочь степей» (режиссёры Ш. Айманов и К. Гаккель)
- 1955 — «Девушка-джигит» (режиссёр П. Боголюбов)
- 1956 — «Мы здесь живём» (совместно с Ю. Вайнштоком; режиссёр Ш. Айманов)
- 1956 — «Беспокойная весна» (совместно с Ю. Мингазитдиновым; режиссёр А. Медведкин)
- 1957 — «Ботагоз» (режиссёр Е. Арон)
- 1959 — «На диком бреге Иртыша» (режиссёр Е. Арон)
- 1960 — «Однажды ночью» (режиссёр Гинзбург)
- 1961 — «Песня зовёт» (режиссёр Ш. Айманов)
- 1962 — «Перекрёсток» (режиссёр Ш. Айманов)
- 1966 — «Там, где цветут эдельвейсы» (режиссёр Ш. Бейсембаев)
- 1966 — «По закону сохранения дум» (режиссёр А. Машанов)
- 1967 — «Репетиция» (режиссёр А. Машанов)
- 1969 — «Мелодии Казахстана»
- 1970 — «Аль-Фараби»
- 1972 — «Зима не полевой сезон» («Прыжок в неизвестное») (режиссёр Ю. Пискунов)
- 1975 — «Аристотель Востока»
- 1976 — «Бросок, или Всё началось в субботу» (режиссёр С. Райбаев)
- 1977 — «День рождения»
- 1978 — «Солнечный голос» (режиссёр Ю. Пискунов)
- 1981 — «Прощай, красавица» (режиссёр В. Пурусманов)

## Выставки

### Персональные
- 1943 — Союз художников Казахстана, Алма-Ата
- 1971 — Союз архитекторов Казахстана, Алма-Ата
- 1981 — Союз художников Казахстана, Караганда
- 1983 — Союз художников Казахстана, Алма-Ата
- 1987 — объединение «Эрмитаж», Москва
- 1993, декабрь—январь — Дом художника, Иерусалим
- 1998, январь — «Maison des Vashes», Blankenheim, Германия
- 2004, декабрь — Еврейский культурный центр на Никитской, Москва
- 2005 — культурно-просветительское общество «Теэна», Иерусалим
- 2007, октябрь—ноябрь — «Живопись и графика Павла Зальцмана». Государственная Третьяковская галерея, Москва
- 2008, май — «Иллюстрации времени. Графические фантазии Павла Зальцмана». Галерея Г. О. С. Т. Государственный Литературный музей, Москва
- 2009, 14 апреля — 11 мая — «Идущие через ночь. Живопись и графика Павла Зальцмана». Государственный литературно-мемориальный музей Ф. М. Достоевского, Санкт-Петербург[8]
- 2010, июнь — «Вечерние прогулки. Графика Павла Зальцмана». Музей-квартира Исаака Бродского, Санкт-Петербург.
- 2011, октябрь — «Павел Зальцман. Графические сны». Галерея Г. О. С. Т. Выставочный зал журнала «Наше наследие», Москва.
- 2012, 21 сентября — 7 октября — выставка к столетию со дня рождения. Из коллекций Государственного музея искусств им. А. Кастеева, Павлодарского областного художественного музея, частных собраний М. и Н. Смагуловых и Р. Спунера. Государственный музей искусств им. А. Кастеева, Алма-Ата.

### Групповые
- 1935, 1936 — выставки ленинградских художников. Русский музей, Ленинград
- 1969, 1971, 1972, 1975, 1978, 1981, 1984 — всесоюзные выставки акварели
- 1976 — «Русский и советский автопортрет». ГТГ, Москва
- 1977 — «Советский портрет 1917—1977». Москва
- 1957, 1958, 1961, 1965, 1966—1985 — выставки Союза художников Казахстана
- 1987/1988 — «Мастера аналитического искусства». Ленинград—Москва—Киев
- 1989 — «100 лет русского искусства, 1889—1989». Великобритания
- 2008, июнь-август — «Средняя Азия — Москва — Иерусалим в творчестве еврейских художников». Государственный музей Востока, Москва
- 2008, ноябрь — «В Бухаре пускают змея. Советские художники 1930—1950-х годов в Средней Азии». Галерея на Солянке, Москва
- 2009, сентябрь — «Ню’N’Нью». Галерея Г. О. С. Т., Москва
- 2016, декабрь — 2017, март — «Непарадный портрет». ВДНХ, Москва
- 2017, 26 мая — 23 июля. «Сюрреализм в стране большевиков». Галерея «На Шаболовке», Москва.
- 2017, 28 ноября — 2018, 14 января. Модернизм без манифеста. Часть 2: Ленинград. Собрание Романа Бабичева. Московский музей современного искусства.
- 2018, сентябрь — октябрь — «Focus Kazakhstan: Post-nomadic Mind», Wapping Hydraulic Power Station, London.

## Награды
- 1959 — Медаль «За трудовое отличие» — за выдающиеся заслуги в развитии казахского искусства и литературы и в связи с декадой казахского искусства и литературы в гор. Москве
- 1962 — Заслуженный деятель искусств Казахской ССР
- 2020 — I независимая премия «Georgievich Award. Heaven 49», им. Валерия Петрова. Павел Зальцман награжден орденом «С Благодарностью от Человечества!» за работу «Средняя Азия в Средние века» (Санкт-Петербург)